# Стадион ЗАЗ
Стадион ЗАО «ЗАЗ» (укр. Стадіон ЗАТ «ЗАЗ») — футбольный стадион в городе Запорожье на Украине. Принадлежит ЗАО «Запорожский автомобилестроительный завод». Расположен в Коммунарском районе по ул. Космической, 7. Также известен как стадион «Торпедо».
Стадион был построен в XX столетии. В конце 1980-х гг. был известен как стадион «Коммунар» ПО АвтоЗАЗ. После реконструкции стадион приспособлен к требованиям стандартов УЕФА и ФИФА, заменена часть старых деревянных сидений на сиденья из искусственного материала. Являлся домашней ареной футбольного клуба «Торпедо», прекратившего существование в 2002 г. До 2006 года стадион был домашней ареной футбольного клуба «Металлург» (с июля 2006 года команда играла на стадионе Славутич-Арена).
7 мая 2002 года на стадионе во время матча «Металлург» (Запорожье) — «Динамо» (Киев) у главного тренера киевлян Валерия Лобановского случился инсульт, от последствий которого спустя пять дней он умер в одной из запорожских клиник.